# Sceptridium alabamense
Sceptridium alabamense là một loài dương xỉ trong họ Ophioglossaceae. Loài này được Maxon Holub mô tả khoa học đầu tiên năm 1973.